# Мистер Сардоникус
«Мистер Сардоникус» (англ. Mr. Sardonicus) — фильм ужасов режиссёра Уильяма Касла, вышедший на экраны в 1961 году.
Фильм рассказывает историю мистера Сардоникуса, человека, лицо которого застывает в ужасающей ухмылке в момент, когда он раскапывает могилу отца, чтобы достать из его кармана выигрышный лотерейный билет.
Фильм известен приемом, когда режиссёр ближе к финалу появляется на экране и предлагает зрителям принять участие в «голосовании о наказании» главного героя и сделать выбор — стоит ли его покарать или помиловать.

## Сюжет
Фильм начинается с короткого вступления, в котором режиссёр фильма Уильям Касл разъясняет, что согласно словарю, упырь — это существо, питающееся плотью мертвецов.
Действие фильма начинается в 1880 году в Лондоне. Молодой, но авторитетный врач сэр Роберт Каргрейв (Рональд Льюис) проводит успешный курс восстановления работы мышц при помощи ядовитых веществ. Однажды он получает письмо от своей былой возлюбленной Мод (Одри Дэлтон), которая просит его немедленно приехать, так как вопрос стоит о жизни и смерти. Роберт бросает практику и учеников и на следующий день уезжает в Горславу, город в Центральной Европе, где живёт Мод. Проделав долгий путь на пароходе, паровозе и на лошадях, Роберт, наконец, добирается до Горславы, где его встречает Кралл (Оскар Хомолка), одноглазый слуга мистера Сардоникуса, мужа Мод. По дороге Роберт обращает внимание, что местные жители не желают говорить о Сардоникусе и с опасением относятся к расспросам о нём.
Когда Роберт попадает в замок Сардоникуса, первое что он видит, это как связанной молодой служанке на лицо сажают пиявок, и она кричит от ужаса. Роберт требует прекратить издевательство над бедной девушкой. Кралл освобождает служанку и снимает пиявок с её лица. В сопровождении Кралла сэр Роберт поднимается в свою комнату, с удивлением обнаруживая на стенах рамы без портретов, а в конце коридора дверь, запертую на огромный замок. Спустившись в просторный зал, Роберт встречает Мод, которая рада его видеть, но также опасается того, что может произойти, если он откажется выполнить просьбу Сардоникуса.
За ужином появляется Сардоникус, лицо которого оказывается скрытым под маской, в силу чего он не может принимать пищу традиционным способом. Во время ужина Сардоникус, ещё до того, как сэр Роберт успевает выяснить, в чём дело, встает и сообщает, что у него важная встреча. Он спускается в подвал, где его ожидает Кралл и шесть молодых привлекательных крестьянок. Он угощает всех вином, затем выбирает одну из них, а остальных отпускает. Роберт и Мод слышат из подвала страшные крики. Вечером в комнату к сэру Роберту стучится служанка и просит помочь избавить её от опытов с пиявками на лице, но услышав шаги Кралла тут же убегает. Утром Роберт замечает, что в доме нет ни одного зеркала. Все эти обстоятельства беспокоят Роберта, и он решает выяснить всё непосредственно у Сардоникуса.
Утром Сардоникус приглашает Роберта в сад, где рассказывает ему свою историю. Когда-то его звали Марек Толеславски, он был простым крестьянином и жил вместе с отцом Хенриком (Владимир Соколофф). Марек и его тогдашняя жена Эленка (Эрика Питерс) жили очень скромно, но Эленка очень хотела стать богатой. Хенрик тоже мечтал быстро разбогатеть, постоянно покупая лотерейные билеты. После того, как он приобрел очередной билет, он неожиданно умер во сне. Вскоре после похорон приятель Марека пришёл к нему в гости с газетой, в которой было написано, что одним из победителей лотереи стал билет, купленный Хенриком. Марек и Эрика вспоминают, что Хенрик положил выигрышный билет в свой костюм, в котором его похоронили. Эленка заставляет Марека достать билет. Марек раскапывает могилу отца, открывает гроб и приходит в ужас от вида черепа отца, на котором как будто застыла страшная ухмылка. Марек вскрикивает и убегает, но затем возвращается и достаёт билет из кармана отца. Вернувшись домой, он понимает, что не может говорить. Эленка зажигает свечу, и они видят, что на лице Марека замерла та же ужасающая ухмылка, что и на черепе Хенрика. В ужасе от гримасы на лице мужа Эленка покончила жизнь самоубийством.
На деньги, выигранные в лотерею, Марек покупает богатый дом и титул барона. Он меняет имя на Сардоникус (происходящее от медицинского термина «сардоническая усмешка») и снова учится говорить с помощью лучших логопедов мира. Он начинает проводить эксперименты на молодых девушках, в том числе используя пиявки, с тем, чтобы найти лекарство от своего состояния, но это не приносит успеха. Он приглашал крупнейших докторов в этой области, но они также не могут ничего сделать. Тогда через Мод Сардоникус выходит на сэра Роберта в надежде, что тот поможет привести его лицо в норму.
Сэр Роберт соглашается помочь Сардоникусу, однако его методы также не приносят результата. Тогда Сардоникус требует, чтобы Роберт испытал на нём самые передовые экспериментальные методы, которые ещё не применяются в медицине. После отказа Роберта Сардоникус приводит его в подвал и показывает связанную Мод. Сардоникс угрожает изуродовать её лицо, если сэр Роберт немедленно не приступит к лечению самыми новыми методами. В доказательство серьёзности своих намерений, Сардоникус указывает на Кралла, которому он в своё время выколол один глаз.
Сэр Роберт вынужден дать согласие на продолжение лечения. Он выписывает из Лондона всё необходимое оборудование и препараты, включая смертельное южноамериканское растение, и начинает проводить эксперименты, в том числе, на собаках. Когда Сардоникус показывает Мод и Роберту открытый гроб своего отца, установленный в подвале замка, Роберту приходит в голову идея. Он решает ввести Сардоникусу под кожу лица свой экстракт, а затем воссоздать тот момент, в которой на лице Сардоникуса застыла страшная гримаса. Сардоникус соглашается. После инъекции, сэр Роберт погружает помещение во тьму, выхватывая светом только череп. Сардоникус в ужасе кричит, представив себе восстановление плоти Хенрика. Загорается свет. Сэр Роберт заходит в комнату и видит, что лицо Сардоникуса приобрело прежний вид. Роберт просит Сардоникуса не разговаривать до тех пор, пока мышцы его лица не придут в надлежащее состояние. Барон пишет письмо Мод, аннулирующее их брак, и записку Роберту, прося назвать его сумму гонорара. Сэр Роберт говорит Сардоникусу: «Вы мне ничего не должны», и Сардоникус отпускает их.
На вокзале, когда сэр Роберт и Мод уже готовы отправиться в Лондон, их догоняет Кралл и говорит, что Сардоникус не только не может говорить, но вообще не может раздвинуть челюсти и губы. Роберт должен помочь ему. Но Роберт говорит Краллу, что инъекция состояла из обыкновенной воды, так как экстракт растения был бы смертелен в любой дозе. Все лечение было рассчитано исключительно на психологический фактор, и когда Сардоникус осознает это, всё у него наладится, и он сможет говорить и есть.
…В этот момент картина прерывается и на экране вновь появляется Уильям Касл. Он просит публику проголосовать либо за наказание Сардоникуса, либо за его прощение. В результате «подсчета голосов» Касл объявляет, что публика проголосовала за наказание…
Кралл возвращается в замок и говорит барону, что не успел к поезду, и что Роберт и Мод уже уехали. Это обрекает Сардоникуса на голодную смерть, а жестокий Кралл тем временем съедает богатый ужин барона у него на его глазах.

## Работа над фильмом
В основу фильма положен рассказ (небольшая повесть) «Сардоникус», который был первоначально опубликован в журнале «Плейбой». Касл выкупил права на рассказ и нанял его автора Рэя Расселла в качестве автора сценария. Рассел практически не изменил своей истории, однако убрал некоторые географические и биографические нюансы (в рассказе указывается некая область Богемии, а сам Сардоникус - Марек Болеславский, говорит Каргрейву, что он родом из Польши, отец его вёл дела в Варшаве) и добавил пару эффектных визуальных сцен, усилив отрицательный образ Сардоникуса. Разговор между бароном и доктором перенесен из библиотеки в запущенный сад замка, а объяснение по поводу наказания Мод в подземелье. Добавлены "персонифицированный" слуга Кралл и мучаемая пиявками служанка Анна. Добавлены сцены с девушками, приглашенными в замок и (на волне успеха "Психо") с останками Хенрика в запертой комнате. При этом выброшены предыстория знакомства и брака Сардоникуса с Мод и второстепенный персонаж, друг и корреспондент Роберта, путешественник сэр Генри Стентон, из чьего письма угадывается последующая судьба Сардоникуса. Так же в рассказе Рассел довольно прозрачно обозначает через упоминания музыкальных произведений ("Эрнани" Верди и "Девичий румянец" Готтшалька) и открытия нового театра Ковент-Гарден время действия - конец 1840-х. Это же стыкуется с "пока ещё малоизвестным" изобретением шприца (1853). В фильме же время смещено в условный 1880-й. Самое главное визуальное отличие фильма от рассказа - маска на лице Сардоникуса, которой он прикрывает свое обезображенное лицо.  

Гай Рольф в мучительном гриме, в котором он предстал в роли мистера Сардоникуса

Для создания пугающей усмешки Сардоникуса актёру Гаю Рольфу делали пять отдельных сеансов наложения грима на лицо, и он физически не мог выдерживать грим более одного часа за сеанс. В результате полный грим был продемонстрирован всего лишь в трёх небольших сценах, а вместо этого большую часть времени Рольф носил либо маску, либо — когда его снимали со спины — платок, закрывающий нижнюю часть лица. Сама форма улыбки также оказалась скорректированной. Изначально Рольф должен был носить специальные скобы, фиксировавшие складками его собственные щеки, и надевать вперед зубные протезы, создавая тем самым эффект, как на иллюстрации к книжному изданию рассказа. Однако в реальности такое устройство оказалось невозможно носить дольше 10 минут. Кроме того, студия «Юниверсал пикчерс» владела правами на визуально очень похожий образ Конрада Фейдта из фильма «Человек, который смеется». Чтобы избежать возможных претензий, гримёрам «Коламбии» пришлось отказаться от технически сложного "естественного" оскала с минимальным использованием искусственных материалов в пользу более сложного в художественном исполнении, но не менее пугающего.
Касл утверждал, что с подачи «Коламбия пикчерс» он снял и второе окончание фильма, в котором Сардоникуса вылечивают, и он выживает (хотя Одри Дэлтон утверждает, что такого окончания не было).
Касл, который имел репутацию «короля трюков» при рекламе своих фильмов, построил маркетинг вокруг идеи о двух финалах. Зрителям в зале предоставлялась возможность принять участие в «выборе наказания» для Сардоникуса. Каждому посетителю сеанса давалась светящаяся в темноте карточка с поднятым пальцем. В соответствующий момент они голосовали, поднимая карточку пальцем вверх или вниз, что означало, оставить ли Сардоникуса в живых или дать ему умереть. Согласно легенде, публика никогда не желала ему прощения и потому альтернативный финал — если он вообще существовал — так и не был снят. Сцену с голосованием в фильме ведет сам Касл, он обращается с экрана непосредственно к зрителям, весело подзадоривая их выбрать наказание, подсчитывая «результаты голосования» и затем объявляя итоги голосования зрителей, выбравших «наказание». Окончание с «наказанием» занимает лишь три минуты фильма после голосования, оно и было окончательным финалом рассказа Рэя Расселла - хотя в рассказе концовка преподносится эпистолярно от третьего лица как услышанная легенда. Понятно, что непосредственно во время демонстрации фильма в кинотеатре не было возможности поставить тот или иной финал картины, потому сама идея об альтернативных окончаниях выглядит, как ловкая выдумка со стороны Касла для обслуживания своего трюка.

## В ролях
- Оскар Хомолка — Кралл
- Рональд Льюис — сэр Роберт Каргрейв
- Одри Дэлтон — Мод Сардоникус
- Гай Рольф — барон Сардоникус
- Владимир Соколофф — Хенрик Толеславски
- Эрика Питерс — Эленка

## Реакция критики
Критик Говард Томпсон в «Нью-Йорк таймс» в 1961 году написал, что «Касл это не Эдгар Аллан По. Любой, кто достаточно наивен, чтобы пойти на фильм, найдёт этому болезненное подтверждение», отметив при этом хорошую игру Льюиса в роли сэра Роберта.
Патрик Лиджер на сайте AllMovie написал о фильме: «Мистер Сардоникус» ни в коем случае не назовешь выдающейся картиной, но с большим основанием можно утверждать, что это одна из лучших работ Касла. Для большинства критиков это значит немного, но Касл всегда умел преподать свой товар, и этот фильм не стал исключением. Сама история напоминает развернутый эпизод телесериала «Сумеречная зона», строя напряжённость вокруг личности Сардоникуса, которого на самом деле нет на экране почти всю первую половину фильма. Затем саспенс смещается в сторону ужаса, который скрывается за его бесстрастной маской. Итог ожидания потрясающе хорош, когда истинное лицо персонажа, наконец, появляется на экране… Чего фильму по-настоящему не хватает, так это актера на заглавную роль. На Гая Ролфа в роли Сардоникуса смотреть вполне можно, но Винсент Прайс или Кристофер Ли могли бы добавить ему больше жизни. Рональд Льюис и Одри Дэлтон просто деревянные, а Оскар Гомолка напоминает Белу Лугоши в фильмах Эда Вуда.